# Markus Tanner
Markus Tanner (født 15. januar 1954) er en schweizisk tidligere fodboldspiller (angriber). 
Tanner spillede ti kampe og scorede ét mål for Schweiz' landshold, som han debuterede for i en EM-kvalifikationskamp mod Holland 11. oktober 1978.
På klubplan tilbragte Tanner hele sin karriere i hjemlandet, hvor han spillede for henholdsvis FC Basel, FC Luzern og FC Zürich. Han vandt to schweiziske mesterskaber med Basel, i henholdsvis 1977 og 1980.

## Titler
Schweizisk mesterskab
- 1977 og 1980 med FC Basel

Schweizisk pokal
- 1975 med FC Basel